# Hạt phỉ

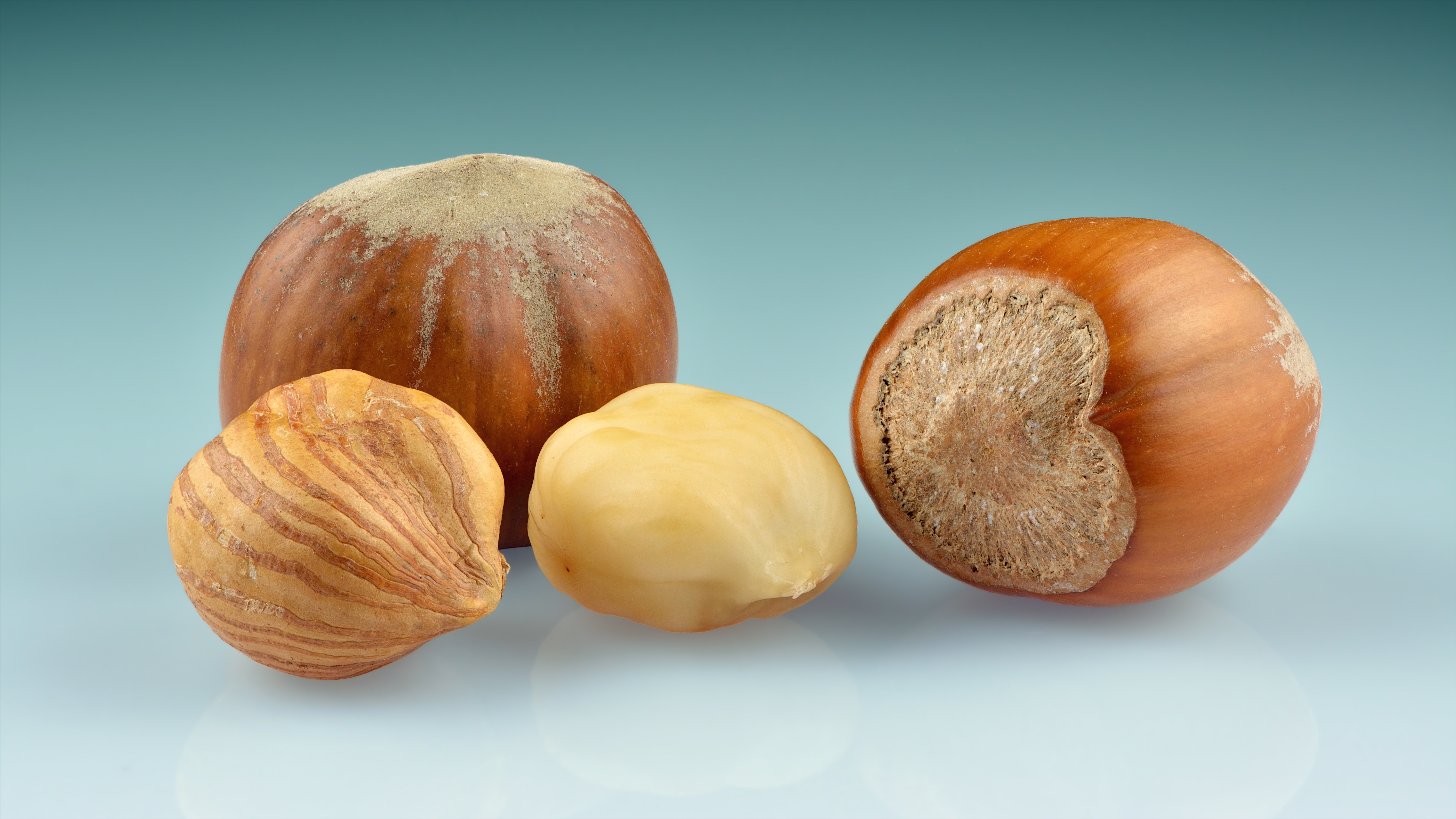
Hạt phỉ chín

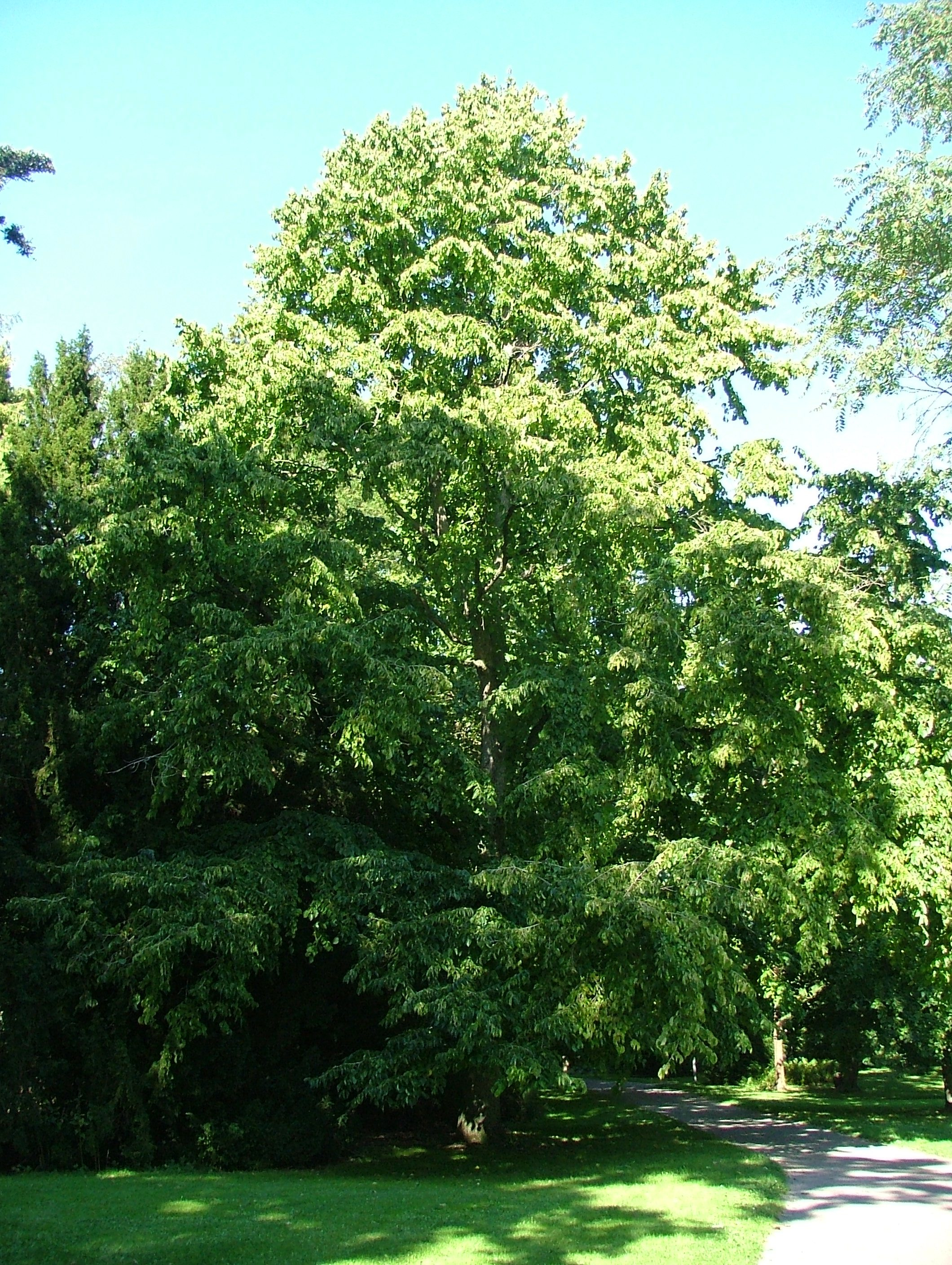
Cây corylus colurna, Thổ Nhĩ Kỳ

Hạt phỉ là hạt của cây phỉ bao gồm bất kỳ loại hạt nào có nguồn gốc từ các loài thuộc chi Corylus, đặc biệt là hạt của loài Corylus avellana. Nó còn được biết đến với tên gọi cobnut hay filbert nut dựa theo loài. Tại Việt Nam, đôi khi hạt phỉ thường bị nhầm lẫn gọi là hạt dẻ.
Quả phỉ có có dạng gần giống hình cầu hoặc hình ô-van, dài khoảng 15–25 mm (0,59–0,98 in) và đường kính khoảng 10–15 mm (0,39–0,59 in), có lớp áo xơ ở bên ngoài bao quanh phần vỏ nhẵn. Quả phỉ fillbert thon dài hơn, dài khoảng gấp đôi đường kính của nó. Phần hạt rơi ra khỏi phần áo khi chín, tầm 7 - 8 tháng sau khi thụ phấn. Phần nhân của hạt có thể ăn được và có thể dùng sống hoặc nướng chín lên, hoặc cũng có thể xay ra thành bột. Phần hạt có lớp vỏ mỏng màu nâu sậm, thỉnh thoảng được bóc ra trước khi nấu nướng.
Hạt phỉ được các cửa hàng bánh kẹo dùng để làm kẹo nhân hạt hoặc kết hợp với sô-cô-la để làm bánh truffles sô-cô-la và các sản phẩm như Nutella và rượu Frangelico. Dầu hạt phỉ, được ép từ hạt phỉ, có mùi vị mạnh và được dùng làm dầu ăn. Năm 2018, Thổ Nhĩ Kỳ là quốc gia sản xuất hạt phỉ lớn nhất thế giới, chiếm hơn 65% tổng sản lượng thế giới.
Hạt phỉ giàu protein, chất béo không bão hòa, vitamin E, mangan, và nhiều loại dưỡng chất thiết yếu khác (bảng thông tin dinh dưỡng bên dưới).

## Lịch sử

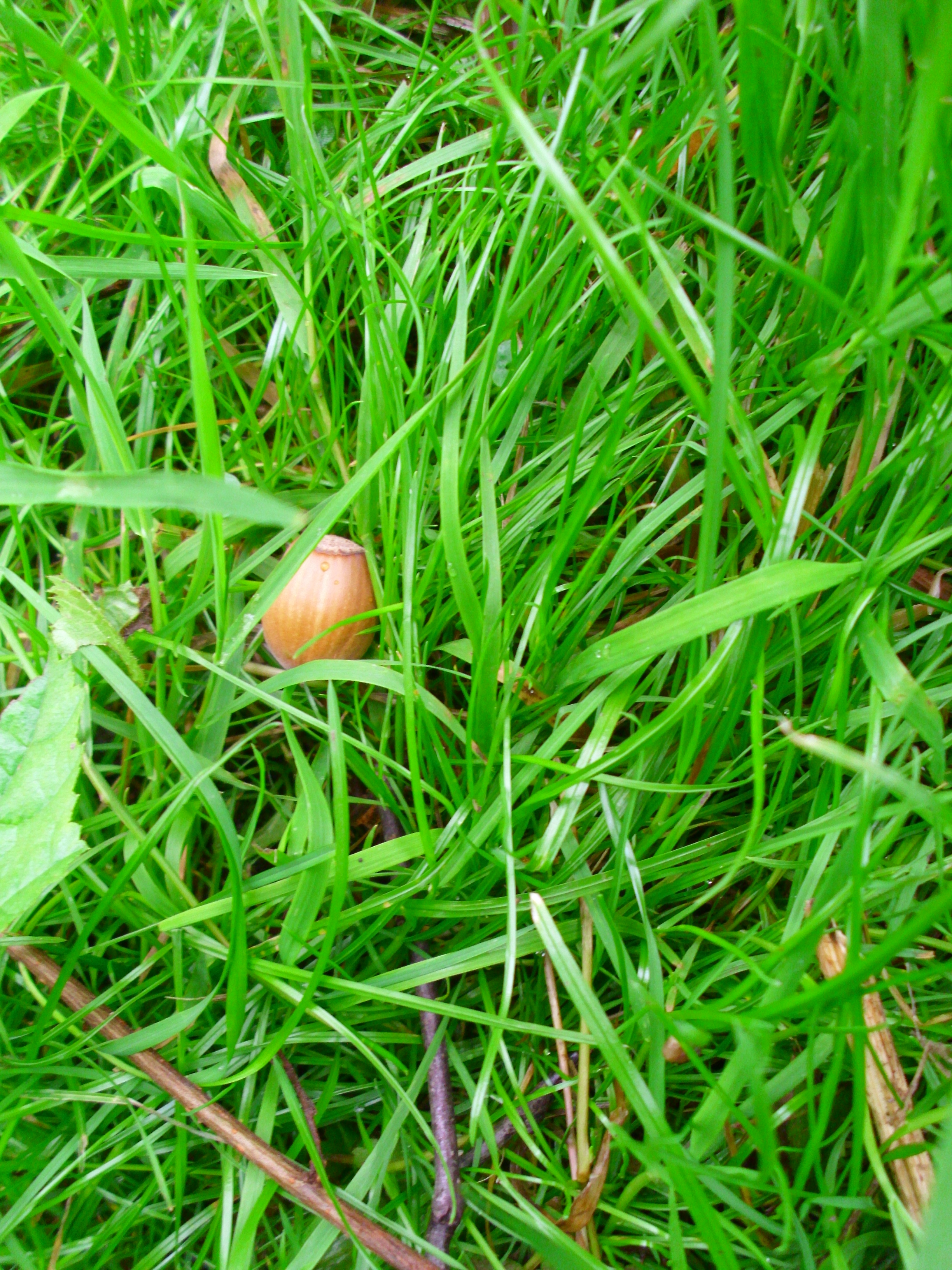
Một hạt phỉ trong đám cỏ

Vào năm 1995, bằng chứng về việc chế biến hạt quả hạch vào thời kỳ đồ đá giữa với quy mô lớn (khoảng 9.000 năm tuổi) đã được tìm thấy bên trong một cái hố tàn tích trên hòn đảo Colonsay ở Scotland. Di tích bao gồm một cái hố nông rộng lớn chứa hàng trăm ngàn vỏ hạt phỉ bị đốt cháy. Hạt phỉ đã được tìm thấy ở những di chỉ thời kỳ đồ đá giữa khác, nhưng hiếm khi tập trung ở chung một hố hoặc có số lượng nhiều đến như vậy. Những hạt trên đã được xác định niên đại bằng cacbon phóng xạ, có tuổi khoảng là 7720+/-110BP, tức khoảng 6000 năm trước Công nguyên. Các vùng tương tự ở Anh được người ta biết đến thì chỉ có Farnham ở Surrey và Cass ny Hawom thuộc Đảo Man.
Khám phá này đã đưa ra một cái nhìn rõ hơn về kế hoạch và hoạt động công xã vào thời kỳ trên. Những hạt hạch được thu hoạch trong vòng một năm, việc phân tích phấn hoa cho thấy toàn bộ cây phỉ đều được đốn hạ ở cùng một thời điểm. Mức độ hoạt động và sự vắng mặt các cuộc săn bắn trên đảo cho thấy có khả năng nhóm người ở Colonsay đã ăn chay rộng rãi trong suốt khoảng thời gian mà họ sống trên đảo. Cái hố ban đầu nằm ở trên bãi biển gần bờ, được liên kết với hai cái hố lát đá bé hơn không rõ chức năng, một lò sưởi và một cụm hố thứ hai.
Phương pháp truyền thống để nâng cao năng suất hạt được gọi là 'brutting', bao gồm kích thích nhiều năng lượng của cây để cây ra hoa bằng cách chặt nhưng không làm cây đứt lìa, sau đó ghép thân hoặc cành chung với 6 - 7 nhóm lá của đỉnh chồi non vào cuối mùa trồng trọt. Thuật ngữ cổ để chỉ khu vực trồng hạt phỉ là "plat".

## Giống cây trồng
Nhiều giống cây trồng của cây phỉ gồm có  'Atababa', 'Barcelona', 'Butler', 'Casina', 'Clark', 'Cosford', 'Daviana', 'Delle Langhe', 'England', 'Ennis', 'Fillbert', 'Halls Giant', 'Jemtegaard', 'Kent Cob', 'Lewis', 'Tokolyi', 'Tonda Gentile', 'Tonda di Giffoni', 'Tonda Romana', 'Wanliss Pride', và 'Willamette'. Một vài trong số đó được trồng với đặc tính riêng biệt, bao gồm kích cỡ hạt lớn, hoặc thu hoạch sớm hay muộn, trong khi những số khác thì được trồng để đem đi thụ phấn. Đa phần hạt phỉ dùng trong kinh doanh có nguồn gốc lai giữa hạt phỉ thông thường và hạt phỉ filbert. Một giống cây được trồng ở Washington, 'DuChilly' có hình dạng thon dài, phần vỏ vừa mỏng, vừa ít đắng hơn và có hương vị ngọt đặc trưng hơn so với các loại khác.
| Sản lượng hạt phỉ năm 2014 | Sản lượng hạt phỉ năm 2014 |
| Quốc gia                   | Sản lượng ngàn tấn         |
| -------------------------- | -------------------------- |
|                            | 450.0                      |
|                            | 75.5                       |
| Gruzia                     | 37.4                       |
|                            | 32.7                       |
|                            | 29.8                       |
| Thế giới                   | 713.5                      |

## Thu hoạch
Hạt phỉ được thu hoạch hằng năm vào giữa thu. Khi mùa thu đến gần, cây sẽ rụng hạt và lá. Hầu hết người trồng thương mại chờ cho hạt tự rụng hơn là dùng dụng cụ để rung cho chúng rơi khỏi cây. Việc thu hoạch hạt phỉ được thực hiện bằng tay hay cào hạt rụng thủ công hoặc bằng máy móc.
Bốn thiết bị được dùng trong thu hoạch thương mại là: máy quét, máy gặt, xe chuyên chứa hạt hạch và xe nâng hạ. Máy quét di chuyển hạt vào một hàng nằm giữa, máy gặt bới và tách hạt ra khỏi các loại vật vụn khác (cành hoặc lá cây), xe chuyên chứa hạt sẽ đựng hạt từ máy gặt và xe nâng hạ sẽ mang theo một cái bao lớn đến để đựng hạt chuyển qua từ xe chuyên chứa, sau đó xếp chồng các bao lên để chuyển tới máy chế biến (máy sấy hạt).
Máy quét là một loại máy sát dưới mặt đất chạy qua hai lần ở mỗi hàng cây. Nó có một dây đai dài 2 mét (6 ft 7 in) gắn ở phía trước và xoay liên tục để quét lá, hạt và những vật vụn từ hai bên phải và trái để gom vào giữa hàng khi chạy thẳng tới. Phía sau của máy quét là một máy thổi công suất lớn để thổi những vật liệu còn sót lại ở hàng kế bên với sức gió lên đến 90 m/s (300 ft/s). Chăm sóc cẩn thận trong năm và kiên trì thổi vào mùa thu hoạch có thể loại bỏ nhu cầu phải cào quanh thân cây bằng tay, nơi mà hạt có thể chất đống ở đó. Máy quét chuẩn bị một hàng hạt ở ngay chính giữa, đủ hẹp để cho máy kéo thu hoạch chạy qua mà không cán vào. Tốt nhất là chỉ quét một vài hàng phía trước máy gặt ở bất kì thời điểm nào để máy kéo lái máy gặt không nghiền nát hạt rụng từ trên cây xuống. Vườn hạt phỉ có thể được thu hoạch tới ba lần trong một mùa thu hoạch, phụ thuộc vào số lượng hạt trên cây và tỉ lệ hạt rơi do thời tiết.

## Dinh dưỡng
Mỗi 100 gam hạt phỉ sống cung cấp 2.630 kilôjun (628 kcal) và giàu (lớn hơn hoặc bằng 20% Giá trị hàng ngày, DV) nhiều chất dinh dưỡng quan trọng (xem bảng). Nó đặc biệt giàu protein, Chất xơ, vitamin E, thiamin, phosphor, mangan, và magie, tất cả đều trên 30% DV (xem bảng). Một số vitamin B có hàm lượng đáng kể. Những chất ít hơn nhưng vẫn đáng kể (hàm lượng trung bình, 10-19% DV), là vitamin K, calci, kẽm, và kali (xem bảng). Hạt phỉ rất giàu chất béo, chiếm 93% DV trong mỗi 100 gam. Các thành phần chất béo là axit béo không bão hòa đơn  dưới dạng axit oleic (75% tổng), chất béo không bão hoà đa chủ yếu là axit linoleic (13% tổng), và chất béo bão hòa, chủ yếu là axit palmitic và axit stearic (tổng cộng 7%).

## Sử dụng làm thức ăn

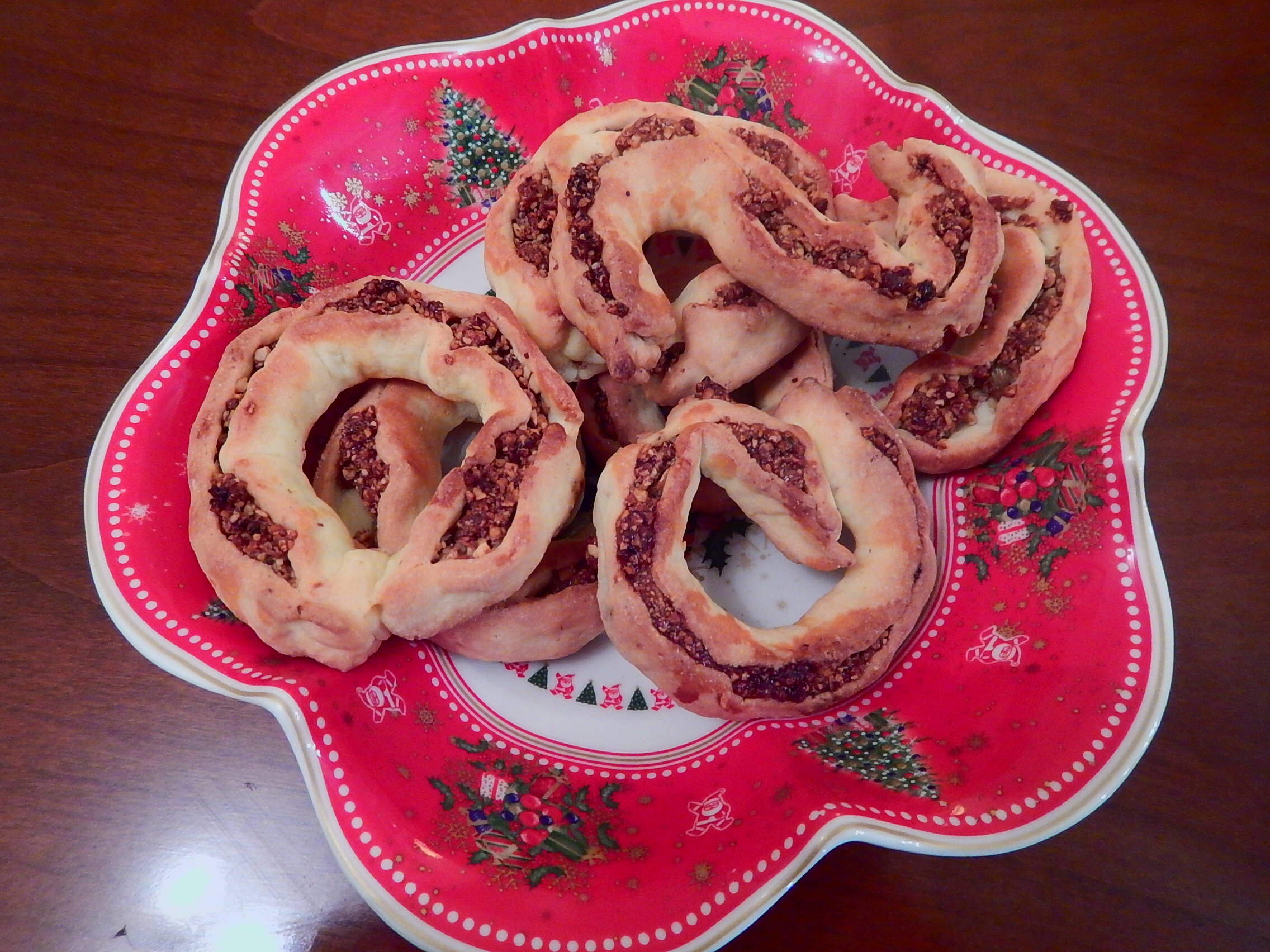
Piccillatti, bánh quy điển hình làm từ hạt phỉ, Sicily

Ferrero SpA, hãng sản xuất Nutella và Ferrero Rocher, sử dụng 25% tổng nguồn cung cấp hạt phỉ toàn cầu. Hạt phỉ được sử dụng trong nghề làm bánh kẹo để làm kẹo nhân quả, truffle sô cô la, và các sản phẩm từ tương hạt phỉ. Tại Áo, tương hạt phỉ là một nguyên liệu để làm bánh torte, ví dụ như torte hạt phỉ của Viên. Trong bánh Kiev, bột hạt phỉ được sử dụng để tạo hương vị cho phần thân chưa meringue, và hạt phỉ nghiền được rắc xung quanh. Dacquoise, một loại bánh tráng miệng của Pháp, thường chứa một lớp meringue hạt phỉ. Hạt phỉ được sử dụng trong ẩm thực Thổ Nhĩ Kỳ và ẩm thực Gruzia; trong món ăn nhẹ churchkhela và satsivi, thường cùng với quả óc chó. Hạt này có thể ăn tươi hoặc khô, có hương vị khác nhau.